# ドワイト・D・アイゼンハワー (空母)

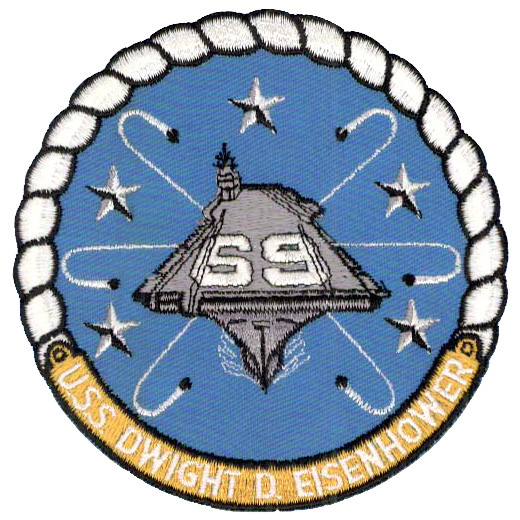
insignia

ドワイト・D・アイゼンハワー (USS Dwight D. Eisenhower, CVAN-69/CVN-69) は、アメリカ海軍の航空母艦。ニミッツ級航空母艦の2番艦。艦名は第34代アメリカ合衆国大統領ドワイト・D・アイゼンハワーにちなんで命名された。当初は単に「アイゼンハワー」であったが、1970年5月25日に「ドワイト・D・アイゼンハワー」に変更された。
軍の内外より、ドワイト・D・アイゼンハワー本人と同様に「アイク」の愛称で呼ばれている。

## 艦歴
ドワイト・D・アイゼンハワーは1970年6月29日、バージニア州のニューポート・ニューズ造船所に発注される。1975年6月30日に艦番号がCVAN-69からCVN-69に変更された。
1975年10月11日に進水、マミー・アイゼンハワーによって命名される。1977年10月18日に就役、初代艦長はウィリアム・E・ラムゼー大佐。ラムゼーはアイク艦長を務めた後少将まで昇進した。就任以来13名が艦長として着任している。

### 初期の配備
就役後は大西洋艦隊に配属され、14ヶ月間の訓練後、1979年1月に最初の地中海配備に就く。イスラエルの沖合で活動中、カーター大統領とイスラエルのベギン首相が艦を訪問した。同年7月にノーフォーク海軍基地に帰還する。1980年、2代目艦長のジェームズ・H・モールディン大佐の指揮下二度目の地中海配備に就く。イランアメリカ大使館人質事件に対してカーター大統領はアイゼンハワーをインド洋に急送し、人質救助作戦の3日後、ニミッツ (USS Nimitz, CVN-68) と交代した。
中東の緊張持続に伴い、アイクは8ヶ月以上の間イラン沖合のステーションに留まり、合計254日間の航海を行った。この間、艦の水兵と海兵隊員は45日間寄港することなく航海した後2本のビールを楽しんだ。その後、154日間の航海後彼らはもう2回ビールを楽しむことができた。これはアメリカ海軍の水兵による最初のアルコール飲料の法的な消費であった。
アイクの乗組員達はインド洋のパトロール海域を、マペットキャラクターから「ゴンゾ」「カーミット」ステーションと呼んだ。あるときは152日間を寄港無しで活動し、これは新記録であった。その後インディペンデンス (USS Independence, CV-62) と任務を交代し、1980年12月22日に母港のノーフォークに帰還、乗組員および航空要員は家族と共にクリスマスを祝った。アイクの帰還から29日後にイランの人質は解放された。アイクは合計8度の配備を完了し、その中には1980年と1991年に行われた2度のインド洋配備を含む。
20年以上の間、アイクは空母の平時配備における最長記録を保持した。アイクの前の記録保持艦はニミッツであった。アイクの記録は後にセオドア・ルーズベルト (USS Theodore Roosevelt, CVN-71) によって更新された。 
1982年の3回目の配備でアイクは地中海に戻り、再び海上での多くの日々を過ごした。新たな艦長としてE・W・クレクストン大佐が着任したが、彼は以前、ラムゼー艦長の副官であった。

### オーバーホール
4度目の配備完了後、アイクは1985年10月にニューポート・ニューズ造船所に入渠し、広範囲オーバーホールが行われた。作業は18ヶ月に及び、近接兵器システム、シースパローミサイルシステム、海軍戦術データシステム、対潜戦モジュールの追加、通信機材の改良および1,831の寝台と25のコンパートメントの更新が行われた。アイクは1987年4月に艦隊に復帰した。
1987年の秋に行われた検査巡航で、アイクはベネズエラのカラカス、ヴァージン諸島のセント・トーマス島、ジャマイカのモンテゴ・ベイに寄港した。

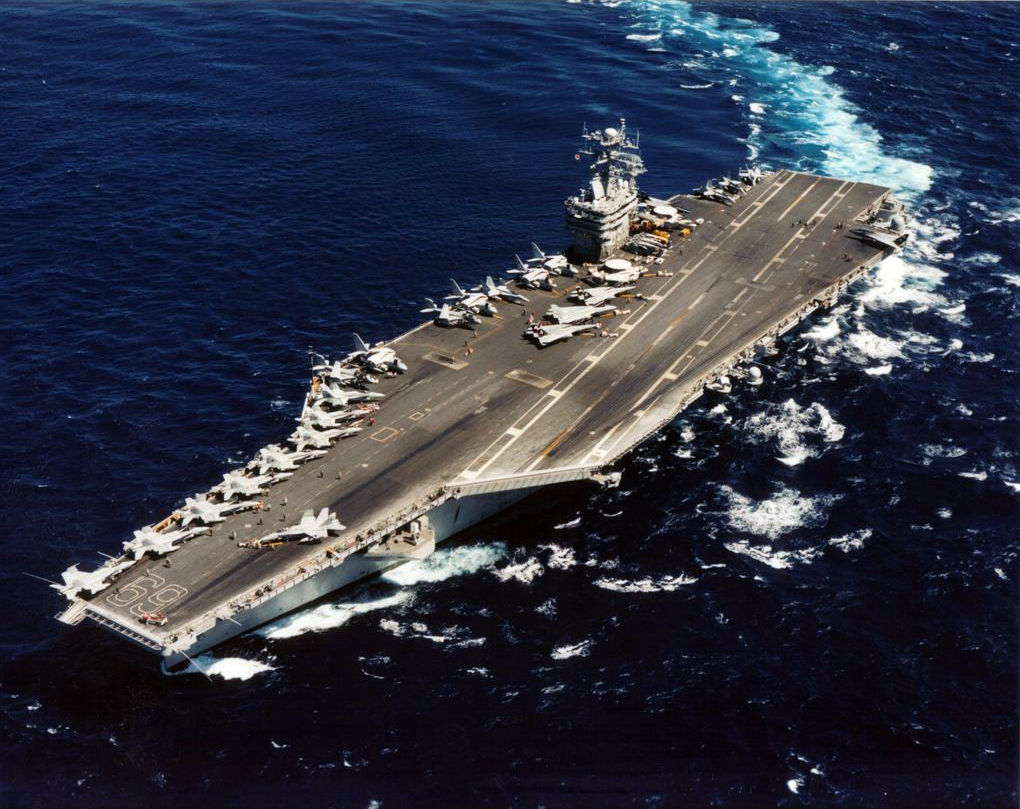
1998年、地中海で

1988年2月29日にアイクは5度目の配備で地中海に赴く。スペインのパルマ・デ・マヨルカ、フランスのツーロン、カーン、イタリアのナポリ、リヴォルノ、シチリアのシゴネラ海軍航空基地、トルコのアンタルヤ、イスラエルのハイファを訪問した。1988年8月29日にノーフォークに帰還したが、スペインの石炭運搬船と衝突事故を起こす。損傷は共に軽微であったが、アイク艦長のゲイリー・ベック大佐は1ヶ月後に解任された。
1988年9月にバージニア州ポーツマスのノーフォーク海軍造船所に入渠し、1989年4月に艦隊に復帰、同年秋に2度の検査巡航を行い、アイクはフロリダ州のフォートローダーデールに寄港した。
1990年には6度目の地中海配備を完了した。配備は「ドワイト・D・アイゼンハワー・センテニアル」 - アイゼンハワー大統領生誕百周年記念 - によって記念すべきものとなった。D-デイ記念日の式典ではノルマンディーの沖合を航行し、アイゼンハワー大統領の息子、ジョン・アイゼンハワーと、ノルマンディー上陸作戦に参加した退役軍人達が搭乗した。一方、第7空母航空団はオマハ・ビーチのアメリカ軍将兵の墓地の上を飛行した。

### 湾岸戦争
1990年のイラク軍によるクウェート侵攻に応じて、アイクは紅海で作戦活動を行う最初の空母となり、スエズ運河を通過した2番目の原子力空母となった。イラクがサウジアラビアに侵攻した場合の即応体勢を取り、多国籍軍によるイラクに対する通商封鎖作戦に参加した。
ドックでのオーバーホールが完了すると、アイクは1991年9月26日にペルシャ湾に展開、多国籍軍による砂漠の嵐作戦に参加した。その後1992年4月2日にノーフォークに帰還、1993年1月12日にオーバーホールと改修のためノーフォーク海軍造船所入りし、1993年11月12日に艦隊に復帰した。
2001年5月21日にアイゼンハワーはオーバーホールのためニューポート・ニューズ造船所の乾ドック入りする。オーバーホールは4年の歳月と25億ドルの金額が費やされた。2基の原子炉の炉心交換と様々な技術的アップグレードが行われた後、アイクは2005年1月25日にニューポート・ニューズを出航、ノーフォーク海軍基地に帰還し艦隊に復帰した。近代化によって艦の耐用年数は2025年を超えることとなった。
2006年10月3日にアイゼンハワーは第8空母打撃群の旗艦として、アラン・G・マイヤーズ少将の指揮下任務に復帰した。アイクはイタリアのナポリ、キプロスのリマソルを3日間訪問し、12月にペルシャ湾入りする。
2007年1月8日、ソマリアのアルカーイダ拠点を攻撃するためジブチからAC-130ガンシップが発進した。インド洋に展開していたアイクは作戦の援護のため、上空支援と負傷者が発生した場合の救助任務を担当した。

### 2023年パレスチナ・イスラエル戦争
2023年10月14日、ロイド・オースティン国防長官はアイゼンハワーを中心とする空母打撃群をイスラエル近海に展開するよう指示した。イスラエル近海には既にジェラルド・R・フォードを中心とする空母打撃群が展開しており、2隻目の派遣となる。イスラエルとハマスとの戦闘が続く中、イランなどイスラエルと敵対する勢力への抑止を強化する。11月1日から3日までの間、ジェラルド・R・フォードの空母打撃群やイタリア海軍の艦船と共に合同演習を実施し、戦闘拡大を牽制した。

同年12月、アメリカは紅海を航行する船舶に対して攻撃を加えるイエメンのフーシ派に対抗するため、繁栄の守護者作戦を開始。2024年1月9日、フーシ派は船舶に対して無人航空機や巡航ミサイルで過去最大規模の攻撃を実施。これに対してアイゼンハワーから艦載機が出撃して、周辺の護衛艦とともに無人機18機と対艦巡航ミサイル2発、対艦弾道ミサイル1発を撃墜。さらに同年1月11日、艦載機を出撃させてイギリス空軍機とともにフーシ派の支配地域に対して爆撃を行った。
同年6月22日、国防総省はアイゼンハワーを同日から帰航させ、新たに空母セオドア・ルーズベルトを派遣すると発表した。任務の長期化を受けた交代となる。
2024年7月、第32戦闘攻撃飛行隊所属の女性パイロットが、FA18に搭乗してフーシ派のドローンを撃墜。空対空で相手を撃墜した初のアメリカ人女性パイロットとなった。

## アイゼンハワー空母打撃群
アイゼンハワーは第2空母打撃群 (Carrier Strike Group 2, CSG-2) の旗艦であり、第3空母航空団 (Carrier Air Wing Three, CVW-3) を搭載する。打撃群は第26駆逐戦隊 (Destroyer Squadron 26, DESRON-28) を含む。

### 第28駆逐戦隊

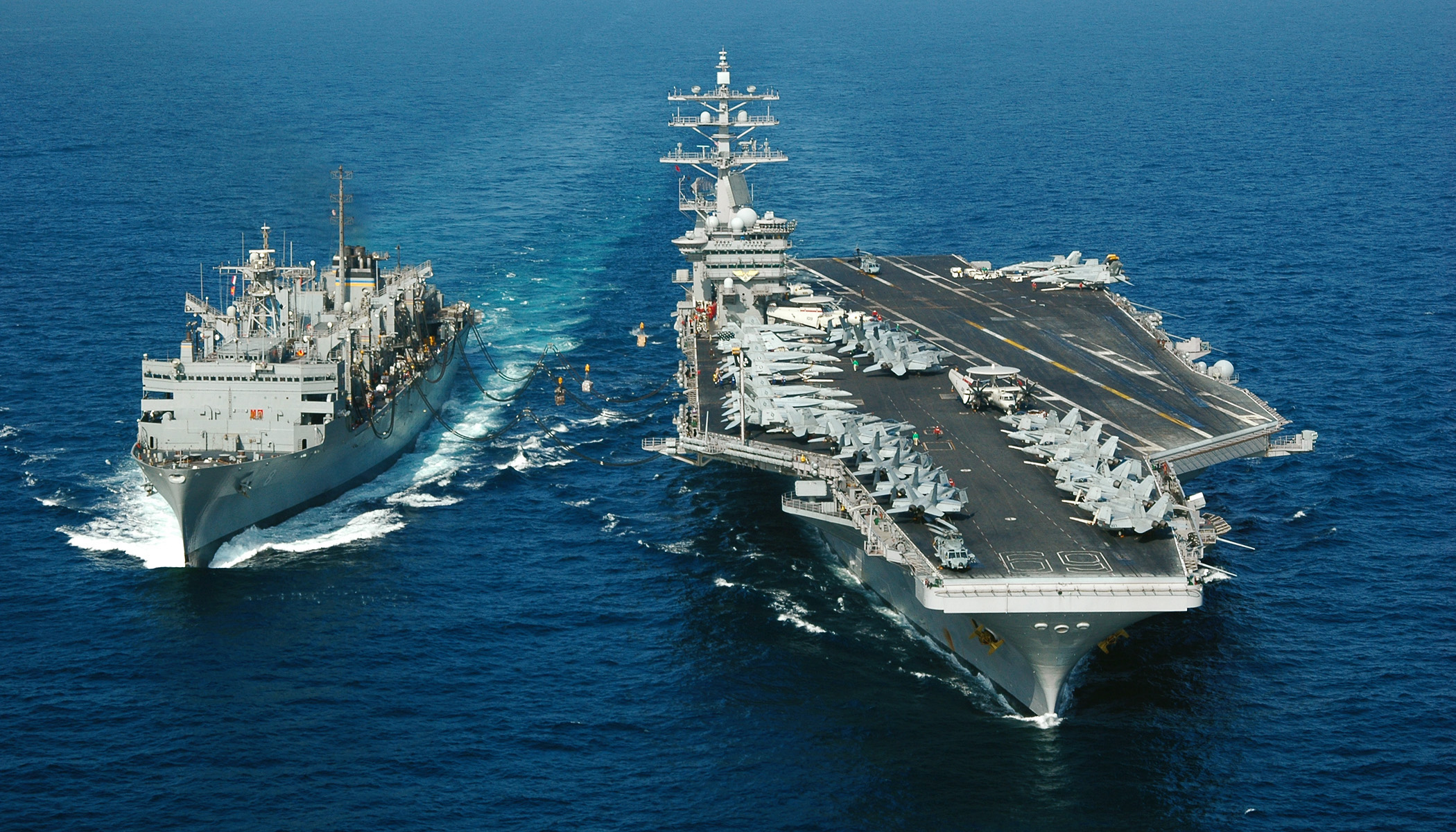
アイゼンハワーとアークティック (USNS Arctic, T-AOE-8)

- サン・ジャシント (USS San Jacinto, CG-56)
- スタウト (USS Stout, DDG-55)
- マクファール (USS McFaul, DDG-74)
- オスカー・オースチン (USS Oscar Austin, DDG-79)
- トラクスタン (USS Truxtun, DDG-103)
- ジェームス・E・ウィリアムズ (USS James E. Williams, DDG-95)

## 第3空母航空団
第3空母航空団（英: Carrier Air Wing Three、略称：CVW-3）は、ドワイト・D・アイゼンハワー（CVN-69）に搭載される航空団であり、2021年7月現在、下記の飛行隊で構成される。
| 飛行隊名                                  | 愛称                               | 使用機種       |
| ----------------------------------------- | ---------------------------------- | -------------- |
| 第32戦闘攻撃飛行隊（VFA-32）              | ソーズメン Swordsmen               | F/A-18F Block2 |
| 第83戦闘攻撃飛行隊（VFA-83）              | ランペイジャーズ Rampagers         | F/A-18E Block2 |
| 第105戦闘攻撃飛行隊（VFA-105）            | ガンスリンガーズ Gunslingers       | F/A-18E Block2 |
| 第131戦闘攻撃飛行隊（VFA-131）            | ワイルドキャッツ Wildcats          | F/A-18E Block2 |
| 第130電子攻撃飛行隊（VAQ-130）            | ザッパーズ Zappers                 | EA-18G         |
| 第123艦上空中早期警戒飛行隊（VAW-123）    | スクリュートップス Screwtops       | E-2C+II(C)     |
| 第7ヘリコプター海上戦闘飛行隊（HSC-7）    | ダスティ・ドッグス Dusty Dogs      | MH-60S         |
| 第74ヘリコプター海洋打撃飛行隊（HSM-74）  | スワンプ・フォクシーズ Swamp Foxes | MH-60R         |
| 第40艦隊兵站支援飛行隊第4分遣隊（VRC-40） | ローハイズ Rawhides                | C-2A           |